# 애기나리
애기나리는 콜키쿰과의 여러해살이풀로 학명은 Disporum smilacinum이다.

## 분포
한국·중국·일본 등에 분포하며 산지의 숲 속에서 자란다.

## 특징
땅속 줄기가 옆으로 뻗으면서 퍼지고 높이 15-40cm이며 간혹 가지가 1-2개 갈라진다. 밑에 잎집 같은 잎이 3-4개 달리고 위에서 잎이 어긋나게 달린다. 잎은 긴 타원형이고 대개 없으며 가장자리가 밋밋하지만 세포가 돌기처럼 선다. 꽃은 4-5월에 피고 가지 끝에 1-2개씩 밑으로 처지며 흰색이고 옆으로 퍼진다. 꽃받침 갈래조각은 6개이고 피침형이며 6개의 수술은 꽃밥이 대보다 훨씬 짧다.

## 이용
열매는 둥글고 장과이며 검게 익는다. 어린순은 나물로 식용한다.

## 사진

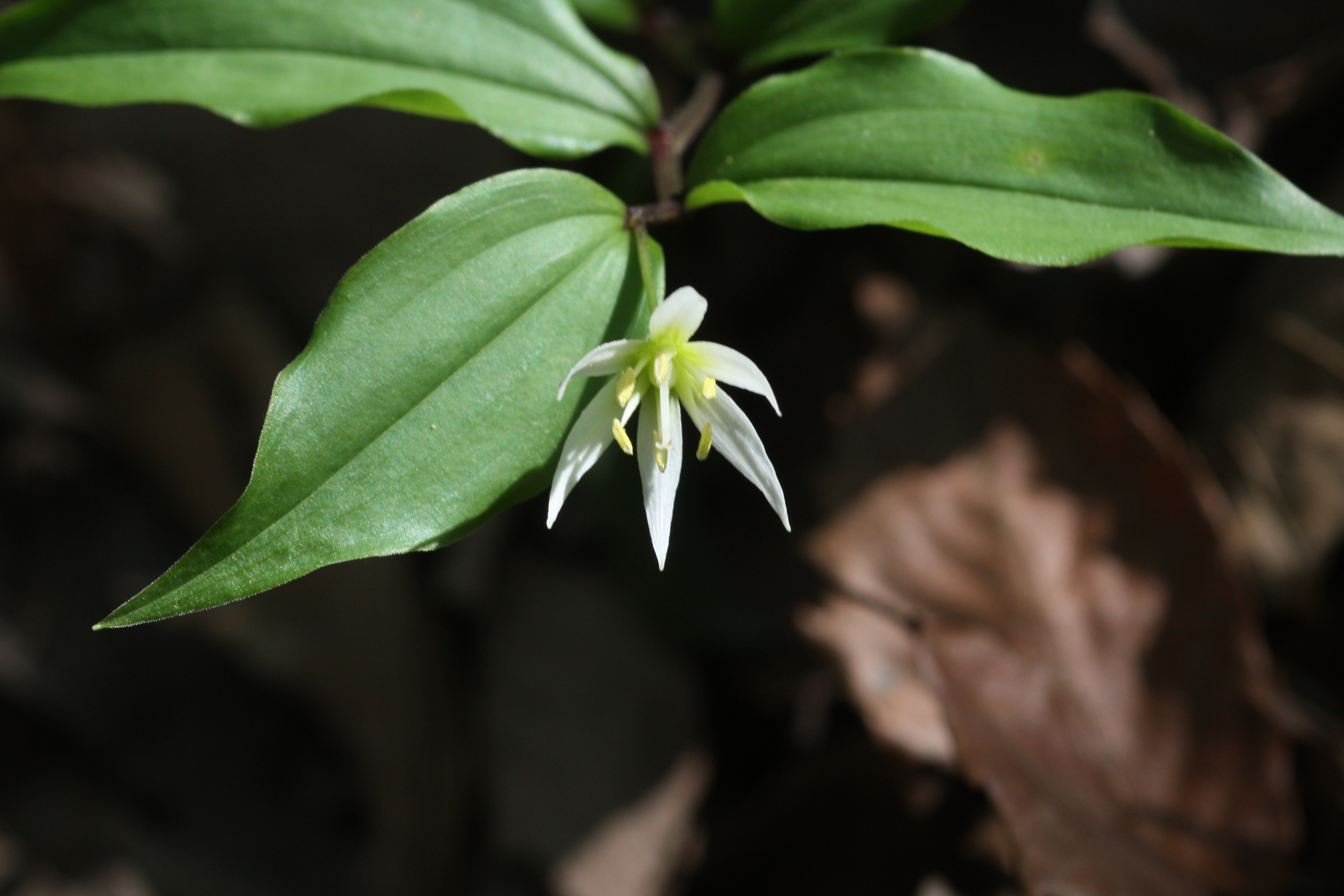
꽃
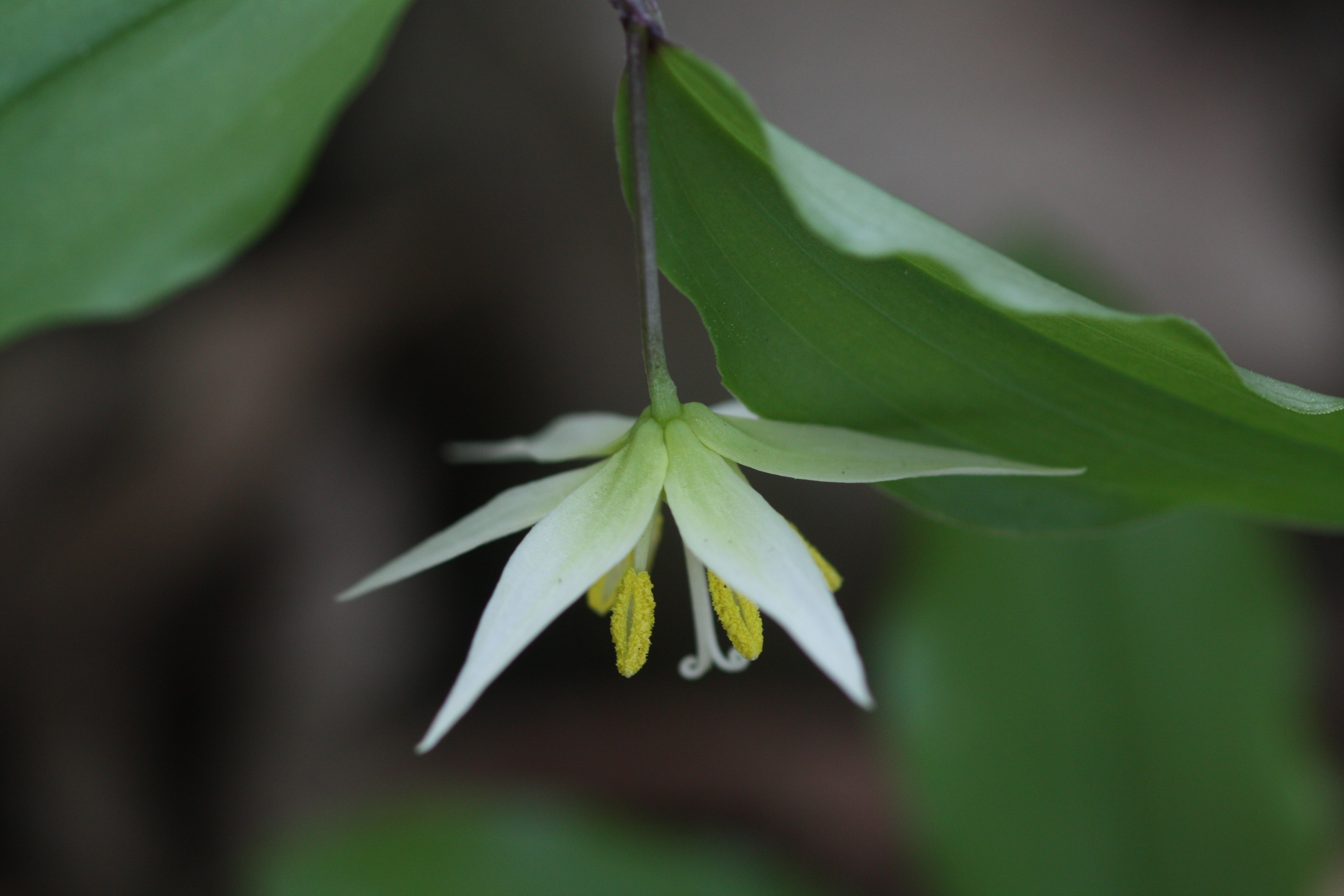
꽃
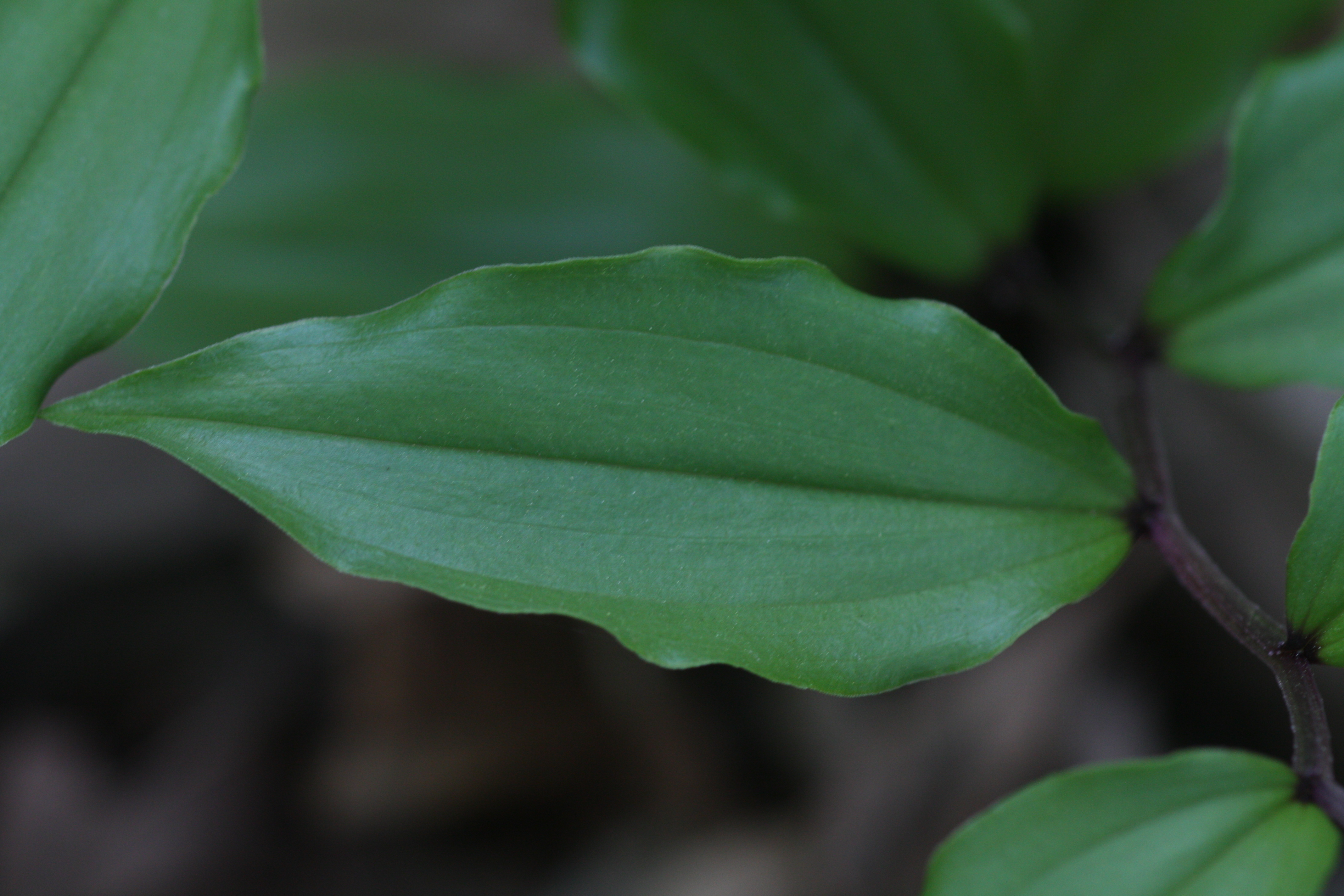
잎

## 참고 문헌
- 이 문서에는 다음커뮤니케이션(현 카카오)에서 GFDL 또는 CC-SA 라이선스로 배포한 글로벌 세계대백과사전의 내용을 기초로 작성된 글이 포함되어 있습니다.